# Manchester (Connecticut, statisztikai település)
Manchester statisztikai település az USA Connecticut államában, Hartford megyében. Lakosainak száma 36 379 fő (2020. április 1.).

## Népesség
A település népességének változása:

| 2010 | 30 577 |
| 2020 | 36 379 |